# Тулин (Ліщин)
Тулин — колишнє село Житомирського району Житомирської області.

## Історія
На території села діяла дерев'яна церква в ім'я Різдва Пресвятої Богородиці, збудована 1730 року, з такою ж дзвіницею. 1853 року її відремонтовано коштами колишнього поміщика Людвіга Миколайовича Поляновського, у 1885 році була знову відремонтована. На території Тулина (площа панського саду) стояв великий палац Олександра Добровольського в стилі неоготика, 1904 року побудови. Автором проєкту був Владислав Городецький.
Ліщинське волосне правління містилося в селі Тулин станом на 1867 рік.
Ліщин (лівобережжя) і Тулин (на правому березі) розділяла річка Гуйва.
В часі Голодомору 1932—1933 років нелюдською смертю померло 183 людини.
В часі нацистсько-радянської війни входило до складу округи Гегевальд.
У 1923—54 роках — адміністративний центр колишньої Тулинської сільської ради Троянівського району.
Підпорядковувалося Ліщинській сільській раді.
Приєднане в період 1967—1971 років до села Ліщин.

## Відомі люди
- Похільченко Микола Степанович (1936—1992) — перший секретар Червоноармійського райкому КПУ (колишній Радивилівський район).